# Новое Ядрино
Но́вое Я́дрино (чув. Çĕнĕ Етĕрне) — деревня в Ядринском районе Чувашской Республики. Входит в состав Чебаковского сельского поселения.

## География
Находится в северо-западной части Чувашии на расстоянии приблизительно 9 км на северо-восток по прямой от районного центра города Ядрин на правобережье реки Сура.

## История
Деревня известна с 1858 года, когда в ней было учтено 33 жителя. В 1897 году записано 102 жителя, в 1926 — 29 дворов (136 жителей), в 1939 — 138 жителей, в 1979 — 82. В 2010 году было 24 двора, 2010 — 16 домохозяйств. В 1931 году образован колхоз «Комсомол», в 2010 действовал ООО АПК «Чебаково».

## Население
Постоянное население составляло 38 человек (чуваши — 92%) в 2002 году, 26 — в 2010.